# Tupãzinho
Tupãzinho, właśc. José Ernâni da Rosa (ur. 17 października 1939 w Bagé  – zm. 17 lutego 1986 w São Paulo) – piłkarz brazylijski, występujący na pozycji napastnika.

## Kariera klubowa
Karierę piłkarską Tupãzinho rozpoczął w Grêmio Bagé. W latach 1963–1969 występował w SE Palmeiras. Z Palmeiras Taça Brasil w 1967 oraz dwukrotnie mistrzostwo stanu São Paulo – Campeonato Paulista w 1963, 1966 roku. W barwach Palmeiras wystąpił 2 231 meczach i strzelił 122 bramki. W 1969 występował w Grêmio Porto Alegre. W 1970 występował w klubie Nacional Manaus. Z Nacionalem zdobył mistrzostwo stanu Amazonas – Campeonato Amazonense. Karierę zakończył w Grêmio w 1971.

## Kariera reprezentacyjna
W reprezentacji Brazylii Tupãzinho jedyny raz wystąpił 7 września 1965 w wygranym 3-0 towarzyskim meczu z reprezentacją Urugwaju. W 35 min. meczu zdobył drugą bramkę dla Brazylii.